# 基特施巴赫河
51°7′27″N 6°4′48″E / 51.12417°N 6.08000°E

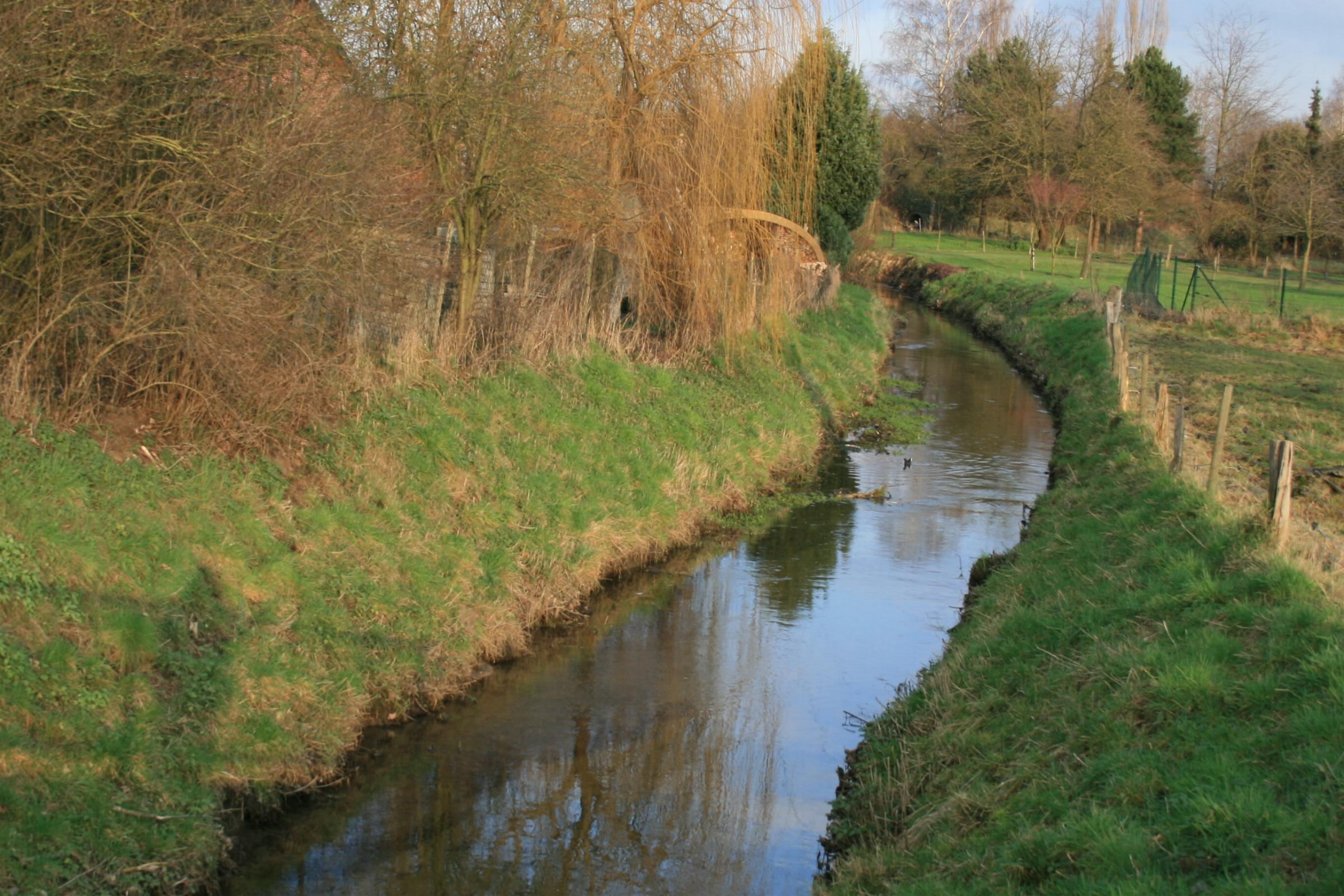

基特施巴赫河（德語：Kitschbach），是西歐的河流，流經德國和荷蘭，屬於魯爾河的左支流，處於海因斯貝格縣，河道全長9.1公里，流域面積54.4平方公里。